# Aurelie Halbwachs
Aurelie Halbwachs (sinh ngày 24 tháng 8 năm 1986 tại Curepipe, Mauritius) là một tay đua đường xe đạp người Mauritius.  Cô thi đấu tại Thế vận hội Mùa hè 2008, kết thúc ở vị trí thứ 68 và Thế vận hội Mùa hè 2012 trong cuộc đua đường trường nữ, nơi cô không hoàn thành.
Cô bắt đầu đạp xe vào năm 2006 và được mệnh danh là vận động viên của năm vào năm 2006, 2008, 2010 và 2011. Halbwachs có thành tích quốc tế tốt nhất năm 2016 là huy chương bạc tại Giải vô địch lục địa châu Phi WE năm 2010, huy chương đồng tại Giải vô địch lục địa châu Phi WJ năm 2009-11, bạc tại Giải vô địch quốc gia Mauritius WE - Cuộc đua đường trường năm 2016 và giải đồng tại sân khấu Tour de Free State vào năm 2012. Tại Mauritius, cô là người chiến thắng Giải vô địch quốc gia Mauritius - Cuộc đua đường trường năm 2012 và Giải vô địch quốc gia Mauritius - ITT năm 2012.
Trong năm 2016, cô bắt đầu tham gia các cuộc đua xe đạp leo núi thường là 1.200 m leo núi và dài 57 km (35 mi). Cô có một phần liên kết với South Phi Airways, người đã cho phép cô tham gia vào các sự kiện. Cô đã kết hôn với người bạn đời cặp đôi hỗn hợp Yannick Lincoln, người từng sáu lần vô địch Tour Mauritius và họ có một bé gái tên Yana.

## Cuộc sống cá nhân
Halbwachs sinh ngày 24 tháng 8 năm 1986 tại Curepipe, Mauritius. Cô đã kết hôn với Yannick Lincoln, một nhà vô địch Tour Mauritius sáu lần. Cô cặp với anh ta từ năm 2003 trong một số đội đôi và vô địch chu kỳ. Họ kết hôn năm 2006. Cô sinh một bé gái, Yana, vào ngày 13 tháng 9 năm 2015. Cô tình nguyện trong sáng kiến của Bộ Thể thao ở Mauritius để xây dựng một sân vận động được xây dựng để cho phép các cơ sở hạ tầng ở Roches Brunes.

## Nội dung thi đấu
Cô bắt đầu sự nghiệp đua xe đạp vào năm 2006 và tham gia nhiều giải đấu trong nước và quốc tế. Cô đã thành công tốt đẹp trong giải vô địch châu Phi giành được hầu hết các huy chương của mình ở đó. Cô đã tham gia Thế vận hội Mùa hè 2008, kết thúc ở vị trí thứ 68 và Thế vận hội Mùa hè 2012 trong cuộc đua đường trường nữ, nơi cô không hoàn thành. Halbwachs có thành tích quốc tế tốt nhất năm 2016 là huy chương bạc tại Giải vô địch lục địa châu Phi WE năm 2010, huy chương đồng tại Giải vô địch lục địa châu Phi WJ năm 2009-11, bạc tại Giải vô địch quốc gia Mauritius WE - Cuộc đua đường trường năm 2016 và giải đồng tại sân khấu Tour de Free State vào năm 2012. Tại Mauritius, cô là người chiến thắng Giải vô địch quốc gia Mauritius - Đường đua năm 2012 và Giải vô địch quốc gia Mauritius - ITT năm 2012. Trong năm 2016, cô bắt đầu tham gia các cuộc đua xe đạp leo núi thường là 1.200 m leo núi và 57 km (35 mi)     dài. Cô có một phần liên kết với South Phi Airways, người đã cho phép cô tham gia vào các sự kiện. Cô đã được vinh danh là vận động viên của năm của Mauritius năm 2006, 2008, 2010 và 2011.

## Thống kê sự nghiệp
| Ngày                     | Kết quả | Cuộc đua                                                                           | Khoảng cách (km) | Điểm PCI | Điểm UCI |
| ------------------------ | ------- | ---------------------------------------------------------------------------------- | ---------------- | -------- | -------- |
| 29.09.2007               | DNF     | Giải vô địch thế giới CHÚNG TÔI - Đường đua (WC)                                   | 133,7            |          |          |
| 26.09.2007               | 46      | Giải vô địch thế giới UCI Road 2007                                                | 25               |          |          |
| Ngày 10 tháng 8 năm 2008 | 62      | Đường đua Olympic (Olympic)                                                        | 126              |          |          |
| 6.11.2009                | 3       | Giải vô địch lục địa châu Phi WJ - ITT (CC)                                        | 35               |          |          |
| 14.11.2010               | 3       | Giải vô địch lục địa châu Phi - Đường đua (NC)                                     | 36               |          |          |
| 12.11.2010               | 2       | Giải vô địch lục địa châu Phi CHÚNG TÔI - ITT (NC)                                 | 17.2             | 16       |          |
| 13.11.2011               | 3       | Giải vô địch lục địa châu Phi - Đường đua (CC)                                     |                  | 16       |          |
| 11.11.2011               | 3       | Giải vô địch lục địa châu Phi WE - ITT (Timetr Giải vô địch lục địa châu Phi) (NC) | Giải vô địch     | 2        |          |
| 29/07/2012               | DNF     | Thế vận hội Olympic Road Race WE (Thế vận hội)                                     | 140              |          |          |
| 19,07 ngày 22/07/2012    | 59      | Tour du lịch Féminin en Limousin                                                   | 391.1            |          |          |
| 30.06.2012               | 1       | Giải vô địch quốc gia Mauritius - Đường đua (NC)                                   |                  |          |          |
| 23.06.2012               | 1       | Giải vô địch quốc gia Mauritius - ITT (NC)                                         | 426              | 6        |          |
| 25.04 Triều 29.04.2012   | 41      | Gracia-Orlová (2.2)                                                                | 355,9            |          |          |
| 3.08.2014                | DNF     | Trò chơi Khối thịnh vượng chung WE - Road Race (Int)                               | 98.1             |          |          |
| 31/07/2014               | 18      | Trò chơi thịnh vượng CHÚNG TÔI - ITT (Int.)                                        |                  |          |          |
| 13.02.2015               | 11      | Giải vô địch lục địa châu Phi CHÚNG TÔI - Đường đua (CC)                           | 104              |          |          |
| 11.02.2015               | 3       | Giải vô địch lục địa châu Phi CHÚNG TÔI - ITT (CC)                                 | 24               | 2        |          |
| 15.05.2016               | 2       | Giải vô địch quốc gia Mauritius WE - Đường đua (NC)                                |                  | 7        | 7        |
| 25.02.2016               | 7       | Giải vô địch lục địa châu Phi CHÚNG TÔI - Đường đua (CC)                           | 120              | 6        | 6        |
| 23.-2.2016               | 6       | Giải vô địch lục địa châu Phi CHÚNG TÔI - ITT (CC)                                 | 27               |          |          |